# Psychoda tridentata
Psychoda tridentata är en tvåvingeart som beskrevs av Sara et Salamanna 1967. Psychoda tridentata ingår i släktet Psychoda och familjen fjärilsmyggor. Inga underarter finns listade i Catalogue of Life.